# Samuel Chilton
Samuel Chilton (* 7. September 1804 in Warrenton, Fauquier County, Virginia; † 14. Januar 1867 ebenda) war ein US-amerikanischer Politiker. Zwischen 1843 und 1845 vertrat er den Bundesstaat Virginia im US-Repräsentantenhaus.

## Werdegang
Noch als Kind zog Samuel Chilton mit seinen Eltern nach Missouri, wo er eine Privatschule besuchte. Nach einem anschließenden Jurastudium und seiner 1826 erfolgten Zulassung als Rechtsanwalt begann er in Warrenton in diesem Beruf zu arbeiten. Politisch wurde er Mitglied der  Whig Party. Bei den Kongresswahlen des Jahres 1842 wurde er im neunten Wahlbezirk von Virginia in das US-Repräsentantenhaus in Washington, D.C. gewählt, wo er am 4. März 1843 die Nachfolge von Robert Mercer Taliaferro Hunter antrat. Bis zum 3. März 1845 konnte er eine Legislaturperiode im Kongress absolvieren. Dort setzte er sich für die Abschaffung von Gefängnisstrafen für Schuldner ein. Seine Zeit als Kongressabgeordneter war von den Spannungen zwischen Präsident John Tyler und den Whigs geprägt. Außerdem wurde damals bereits über eine mögliche Annexion der seit 1836 von Mexiko unabhängigen Republik Texas diskutiert.
Anfang der 1850er Jahre schloss sich Chilton der American Party an. In den Jahren 1850 und 1851 war er Delegierter auf einer Versammlung zur Revision der Verfassung von Virginia. Ansonsten praktizierte er wieder als Anwalt. In den letzten Oktobertagen des Jahres 1859 verteidigte er mit Hiram Griswold den Abolitionisten John Brown nach dessen Überfall auf Harpers Ferry. Chilton war selbst ein Befürworter der Sklaverei in den Vereinigten Staaten und sympathisierte in keiner Weise mit Brown. Er hatte diesen als Klienten nur angenommen, weil ihm Abolitionisten aus den Nordstaaten ein ansehnliches Honorar zugesagt hatten.
Samuel Chilton starb am 14. Januar 1867 in seinem Heimatort Warrenton, wo er auch beigesetzt wurde.